# Szent Mihály és Gábriel arkangyalok templom (Fejérd)
A Szent Mihály és Gábriel arkangyalok templom műemlékké nyilvánított épület Romániában, Kolozs megyében. A romániai műemlékek jegyzékében a  CJ-II-m-B-07611 sorszámon szerepel.